# Крескента
Крескента (англ. The Crescenta Valley) — долина в округе Лос-Анджелес (Калифорния), расположена между хребтом Сан-Гейбриел на северо-востоке, горами Вердуго и хребтом Сан-Рафаэл на юго-западе. Бо́льшая часть долины расположена на высоте более 450 м. Фактически является частью долины Сан-Гейбриел.

## Этимология
Название долины происходит не от испанского слова «el creciente» («полумесяц»), а от английского «crescent». Это связано с тем, что доктор Бенджамин Бриггс, владелец долины в конце XIX века, увидел три холма в форме полумесяца из окна своего дома и решил дать такое название своему участку, что позже закрепилось за всей местностью

## История
Долина Крескента была местом выпаса скота во времена Новой Испании и Мексиканской империи. Впервые здесь поселился американец Теодор Пикенс в районе нынешней Бриггс-авеню в 1871 году. Западная часть долины, была разделена в 1881 году Бенджамином Б. Бриггсом на участки площадью 10 акров, с чего началось хозяйственное освоение региона. Значительная застройка пригородных жилых районов началась с появления округа Крескента-Монтроуз в 1913 году, начавшего стремительно развиваться после Второй мировой войны. Сегодня Крескента — это пригород Лос-Анджелеса.

## Население
Долина разделена между пятью поселениями:
- Городом Ла-Каньяда-Флинтридж
- Округом Крескента-Монтроуз
- Пригородом Санлэнд-Тухунда
- Городом Глендейл
- Городом Пасадена

|           | Ла-Каньяда-Флинтридж | Крескента-Монтроуз | Санлэнд-Тухунда | Глендейл | Пасадена |
| --------- | -------------------- | ------------------ | --------------- | -------- | -------- |
| Население | 20,381               | 18,507             | 26,527          | 195,047  | 134,941  |

## Климат
Долина Крескента полностью находится в средиземноморском климате, что обеспечивает высокие температуры в дневное время летом, которые теплее на 6-8 °C, чем прибрежные регионы, и низкие зимой, холоднее других районов Лос-Анджелеса. Снег выпадает редко. Из-за гор, обрамляющих долину, осадки обычно выпадают больше по сравнению с окрестностями — около 50-ти сантиметров в год; период бурного выпадения осадков приходится на время между ноябрём и мартом.